# Georgia Kokloni
Georgia Kokloni (Atenas, Grecia, 7 de mayo de 1981) es una atleta griega especializada en la prueba de 60 m, en la que consiguió ser subcampeona europea en pista cubierta en 2005.

## Carrera deportiva
En el Campeonato Europeo de Atletismo en Pista Cubierta de 2005 ganó la medalla de plata en los 60 metros, con un tiempo de 7.18 segundos, tras la belga Kim Gevaert (oro con 7.16 segundos) y por delante de su paisana griega Maria Karastamati (bronce con 7.25 segundos).